# Hans Delbrück
Hans Delbrück (Bergen, isla de Rügen, Alemania, 11 de noviembre de 1848-Berlín, 14 de julio de 1929) fue un historiador alemán que estudió en las universidades de Heidelberg y Bonn y fue profesor de Historia Moderna en la de Berlín desde 1880.

## Vida familiar
Contrajo matrimonio con Lina Thiersh (1864-1943), hija del cirujano militar Carl Thiersh, nieta del químico Justus von Liebig y 16 años más joven que él. El matrimonio tuvo siete hijos: Laura (1890), Waldemar (1892, muerto en el frente en 1917), Johanna (1896), Helene (1898), Justus (1902), involucrado en el atentado a Hitler del 20 de julio de 1944, Emilie (1905) y Max (1906), premio Nobel de Medicina.

## Vida militar y política
Tomó parte como soldado en la guerra franco-prusiana y contrajo el tifus en campaña. Después permaneció en el ejército como oficial de la reserva.
En 1874 fue nombrado tutor del joven príncipe Waldemar, si bien a la prematura muerte de este en 1879 volvió a la universidad. Fue miembro del Parlamento (Landtag) de Prusia de 1882 a 1885, del Reichstag de 1884 a 1890 y de la delegación alemana que participó en el Tratado de Versalles que puso fin a la Primera Guerra Mundial.

## Vida académica
En 1873 se doctoró en Historia, y de 1880 a 1921 impartió Historia Moderna en la Universidad de Berlín. Desde 1883 codirigió la prestigiosa revista "Preussische Jahrbücher" (Anuarios Prusianos) junto a Heinrich von Treitschke, pasando a hacerlo en solitario desde 1890 hasta 1919.
Los trabajos de Delbrück tratan fundamentalmente de la Historia del arte de la guerra. Su obra más ambiciosa es la "Historia del arte de la guerra en el marco de la Historia política", cuya tercera edición fue publicada en 1920 en cuatro volúmenes. Otros trabajos son "Las guerras persas y borgoñonas" (1887), "La estrategia de Pericles descrita a través de la estrategia de Federico el Grande" (1890) y "Biografía del Mariscal Conde August Neidhardt von Gneisenau" (1894). Ninguna de estas obras está traducida al español.
Delbrück fue uno de los primeros historiadores militares modernos, basando su método de investigación en el examen crítico de las fuentes, el recurso a disciplinas auxiliares, como la demografía o la economía, para completar el análisis, y la comparación entre diferentes épocas para trazar la evolución de las instituciones militares.
Sus conclusiones en lo que respecta a la guerra en la Antigüedad fueron revolucionarias. Delbrück mostró que las cifras de combatientes en la Edad Antigua eran exageradas y que, al contrario de lo que se sostiene en la mayoría de los escritos, el vencedor de una batalla generalmente tenía más tropas que el vencido. Ofreció una nueva interpretación de algunas de las batallas más famosas de la Historia, como Maratón, Gaugamela o Zama, y dedujo que la ventaja de los ejércitos romanos sobre los bárbaros se basaba, no tanto en su disciplina y sus tácticas, como en su capacidad logística. Los romanos eran capaces de formar y mantener ejércitos enormes sobre el terreno, mientras que los bárbaros eran incapaces de imitarles.
En lo que respecta a la guerra en la Edad Media, las aportaciones de Delbrück son más controvertidas. En su obra distinguía entre caballeros (guerreros montados) y fuerzas de caballería (una masa organizada de tropas montadas), y consideraba que el guerrero medieval era un combatiente independiente, incapaz de unirse a otros para formar unidades con relevancia táctica. Esta conclusión ha sido rechazada por historiadores posteriores, en particular Verbruggen.
Al analizar la guerra en la Edad Moderna, es inevitable reconocer que las raíces del pensamiento de Delbrück están en Carl von Clausewitz. El primero distinguía entre dos posibles estrategias en una guerra: la de desgaste y la de aniquilación (frente a la distinción de Clausewitz entre guerra limitada y total), y hacía depender la elección entre una y otra de limitaciones políticas y económicas, así como de la correlación de fuerzas. Delbrück aplicó esta herramienta analítica a las guerras de Federico el Grande, concluyendo que, debido a su inferioridad numérica, los prusianos habían seguido una estrategia de desgaste. En general, su estudio de este periodo es el más flojo de todos, pues apenas prestó atención a las guerras españolas.
Delbrück se mostró muy crítico con la estrategia de su país durante la Primera Guerra Mundial. Sostuvo que hubiera sido mucho mejor buscar la victoria en el frente del este, conseguir pequeñas ventajas en el oeste y negociar la paz. Para él este era un caso del principio general de que deben coordinarse las maniobras políticas y militares.
En general, Delbrück trató en sus obras de situar la Historia militar en el marco de la Historia general. Consideraba la guerra como una manifestación cultural, sujeta a la evolución e influida por la economía y el sistema político.